# ハンガー25航空博物館
ハンガー25航空博物館（ハンガーにじゅうごこうくうはくぶつかん、Hangar 25 Air Museum）は、アメリカ合衆国テキサス州ビッグスプリングのビッグスプリング・マクマホン＝リンクル空港に隣接する航空博物館。

## 歴史
テキサス州のウェッブ空軍基地（1977年に閉鎖）がビッグスプリング市に払い下げられた際、ビッグスプリングエアパーク開発委員会が発足した。副市長のトム・デセル(Tom Decell)は新しく設置予定の空港に第二次世界大戦からのシンボルとしての建物が無いことを憂慮し、空港への併設を計画する。委員会幹部のボビー・マクドナルド(Bobby McDonald)の提案により、委員会では第二次世界大戦の時から放置されていた陸軍航空軍のハンガー2つを博物館として検討し、そのうち片方の「第25ハンガー」を使用することを決定。その後デセルが雇った秘書のネルダ・レーガン(Nelda Reagan)が1995年5月よりデセルの引退に伴い空軍側と市側の橋渡し役となり、政府はじめ各議員などから補助金や支援金を集めた。しかし、第25ハンガーの傷みが予想以上に進行していたことから、もう片方の現存ハンガーで「第25ハンガー」と同じ構造の「第44ハンガー」へと計画を変更した。しかし、各所から名称を懸念する声が上がった為、「第44ハンガー」の損傷していた北側を「第25ハンガー」の部品を使用して修築することで決着した。そして、1999年に「ハンガー25航空博物館」として開館した。

## 展示機種
- 屋内展示

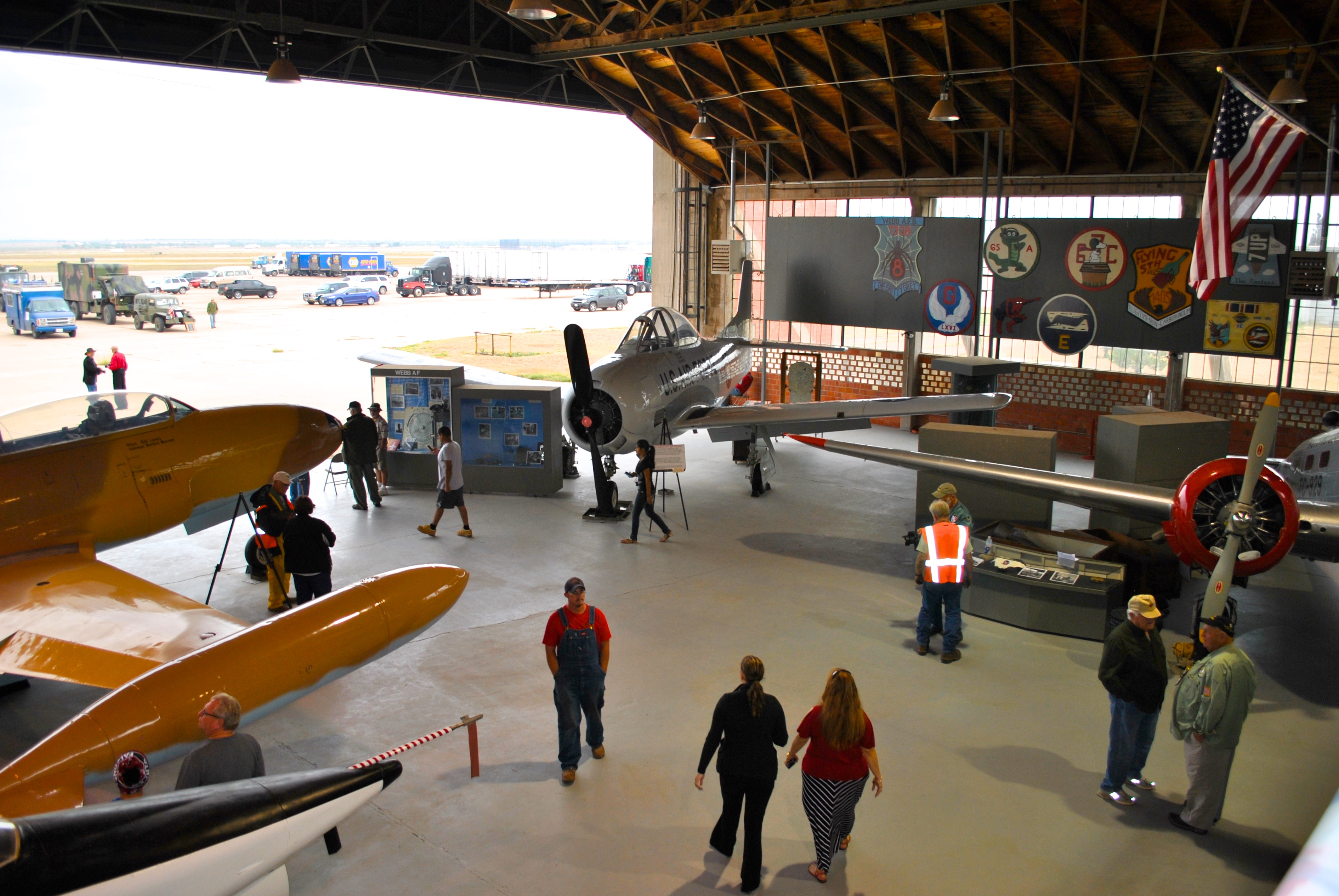
T-33(左奥)、T-38(左手前)、T-28(右奥)、AT-11

  - A-10 サンダーボルト II コックピット部
  - B-52G-105-BW ストラトフォートレス 58-0232 胴体前部
  - AT-11 カンザン 41-9503

- - T-28A トロージャン 49-1544
  - T-33A-1-LO シューティングスター 56-1573
  - T-37B トゥウィート 55-4305
  - T-38A-55-NO タロン 64-13198
- 屋外展示
  - F-100F-15-NA スーパーセイバー 56-3982
  - T-33A-5-LO シューティングスター 57-0606
  - AV-8C ハリアー 159238
  - M-175ジープ（英語版）